# Emilie Haavi
Emilie Bosshard Haavi (* 16. Juni 1992 in Bærum, Norwegen) ist eine norwegische Fußballspielerin, die von 2010 bis 2024 für die A-Nationalmannschaft und von 2013 bis 2021 mit einer kurzen Unterbrechung für Lillestrøm SK Kvinner spielte. Seit Januar 2022 spielt sie für AS Rom.

## Karriere

### Vereine
Haavi spielte von 2008 bis 2016 für die norwegischen Erstligisten Røa IL und Lillestrøm SK Kvinner. Mit beiden konnte sie mehrfach die norwegische Meisterschaft und den norwegischen Fußballpokal gewinnen. Von April bis August 2017 spielte Haavi in der National Women’s Soccer League für das Franchise der Boston Breakers und belegte mit der Mannschaft den vorletzten Platz in der Tabelle der regulären Saison. Danach kehrte sie zum LSK zurück und wurde mit dem Verein erneut Meister und Pokalsieger.
Sowohl für Røa als auch Lillestrøm spielte sie in der UEFA Women’s Champions League. Das beste Abschneiden war dabei das Erreichen des Viertelfinales in der aktuellen Saison 2018/19, wo Lillestrøm gegen die Frauen des FC Barcelona zweimal verlor. Haavi kam auf bisher 27 Spiele und neun Tore auf europäischer Vereinsebene.
Im Dezember 2021 erhielt sie einen Vertrag bis zum 30. Juni 2023 beim AS Rom. Ihren ersten Titel gewann sie mit Rom am 5. November 2022. Im Finale des Supercups wurde Juventus Turin im Elfmeterschießen besiegt, wobei sie die letzte erfolgreiche Schützin ihrer Mannschaft war. In der UEFA Women’s Champions League 2022/23 erreichte sie mit der Roma bei deren erster Teilnahme das Viertelfinale, wo sie nach zwei Niederlagen (0:1 und 1:5) gegen den späteren Sieger FC Barcelona ausschieden. Die italienische Meisterschaft schloss die Roma mit ihrem ersten Meistertitel ab.

### Nationalmannschaft
2009 nahm Haavi an der U17-EM teil, bei der Norwegen Vierter wurde. Am 3. Juni 2010, unmittelbar vor ihrem 18. Geburtstag, bestritt sie ihr erstes A-Länderspiel beim 1:1 gegen Kanada. Danach wurde sie noch in vier WM-Qualifikationsspielen eingesetzt. Sie war zunächst die jüngste norwegische Spielerin im Kader für die WM 2011 in Deutschland.
Nach der Verletzung von Lisa-Marie Woods wurde die fast zwei Monate jüngere Kristine Wigdahl Hegland nachnominiert. Im ersten Spiel gegen Äquatorial-Guinea erzielte Haavi in der 84. Minute das entscheidende Tor zum norwegischen 1:0-Sieg. Auch in den weiteren Gruppenspielen kam sie zum Einsatz, schied aber nach Niederlagen gegen Brasilien sowie Australien aus und verpasste damit auch das olympische Fußballturnier 2012.
Bei der EM 2013 gehörte sie im letzten Gruppenspiel gegen Titelverteidiger Deutschland, das mit 1:0 gewonnen wurde, der Startelf an, wurde jedoch nach 72 Minuten ausgewechselt. Danach wurde sie nur noch einmal, im Halbfinale gegen Dänemark, zehn Minuten vor Ende der regulären Spielzeit eingewechselt. Ihre Mannschaft konnte dann durch einen Sieg im Elfmeterschießen das Finale erreichen, verlor dann jedoch gegen Deutschland mit 0:1.
Sie gehörte ebenso zum Kader für die WM 2015. Sie kam in den drei Gruppenspielen zum Einsatz, wurde aber zweimal nur eingewechselt. Im Achtelfinale schied ihre Mannschaft dann aus. Durch die Achtelfinalniederlage wurde die direkte Qualifikation für das olympische Fußballturnier 2016 verpasst. Die Norwegerinnen hatten aber noch die Chance sich im Qualifikationsturnier für die Olympischen Spiele 2016 den letzten europäischen Startplatz zu sichern. Für dieses Turnier, bei dem die Norwegerinnen aber scheiterten, wurde sie berücksichtigt und kam in den drei Spielen zum Einsatz. Die Norwegerinnen belegten aber nur den letzten Platz und verpassten damit zum zweiten Mal das olympische Fußballturnier.
Die anschließende Qualifikation für die EM 2017 wurde mit sieben Siegen und einem Remis als Gruppensieger abgeschlossen. Haavi wurde in allen acht Spielen eingesetzt. Während der EM, in der sie in zwei Spielen eingesetzt wurde, blieben die Norwegerinnen dann erstmals ohne Torerfolg und schieden als Gruppenletzte aus. Bei der darauf folgenden Qualifikation für die WM 2019 wurde sie in fünf von acht Spielen eingesetzt. Am Ende wurden die Norwegerinnen vor Europameister Niederlande Gruppensieger. Ihren ersten Turniererfolg hatte sie 2019 mit dem Gewinn des Algarve-Cups. 
Am 2. Mai wurde sie für die WM 2019 und damit ihre dritte WM nominiert. Bei der WM hatte sie nur einen Einsatz, als sie im ersten Gruppenspiel gegen Nigeria in der ersten Minute der Nachspielzeit eingewechselt wurde. Durch eine 0:3-Niederlage gegen England im Viertelfinale schied ihre Mannschaft aus und verpasste damit auch das olympische Fußballturnier 2020.
In den erfolgreichen Qualifikationsspielen für die EM 2022 wurde sie zweimal nicht berücksichtigt. In der ebenfalls erfolgreichen Qualifikation für die WM 2023 wurde sie viermal eingesetzt.
Für die EM-Endrunde wurde sie nicht nominiert. Am 19. Juni 2023 wurde sie für die WM-Endrunde nominiert, wurde in jedem der vier Spiele ihres Teams eingesetzt und schied mit der Mannschaft im Achtelfinale gegen die Japanerinnen aus. Im letzten Gruppenspiel, das mit 6:0 gegen die Philippinen gewonnen wurde, bestritt sie ihr 100. Länderspiel.
In der Qualifikation für die EM 2025 hatte sie zwei Kurzeinsätze in den Gruppenspielen.
Im November 2024 gab sie nach 103 Spielen ihren Rücktritt aus der Nationalmannschaft bekannt.

## Erfolge und Auszeichnungen
- Norwegische Meisterin: 2008, 2009, 2011 (mit Røa IL), 2014, 2015, 2016, 2017, 2018, 2019 (mit Lillestrøm SK Kvinner)[8]
- Norwegische Pokalsiegerin: 2008, 2009, 2010 (mit Røa IL), 2014, 2015, 2016, 2018, 2019 (mit Lillestrøm SK Kvinner)[9]
- Vize-Europameisterin: 2013
- Algarve-Cup-Siegerin: 2019
- Torschützenkönigin der Toppserien: 2021
- Italienische Supercupsiegerin: 2022, 2025
- Italienische Meisterin: 2022/23, 2023/24
- Spielerin der Saison der Serie A: 2022/23[10]
- Team des Jahres der Serie A: 2023
- Italienische Pokalsiegerin: 2024